# 인천혜광학교
인천혜광학교(仁川惠光學校)는 인천광역시 부평구에 위치한 시각 장애 학생들을 위한 사립 특수학교이다.

## 연혁
- 1956년 12월 27일 : 임경삼 장로가 인천시 자유공원로 119 (송월동3가 3)번지 자택에서 6명의 실명 어린이 6명을 양육하면서 개교
- 1958년 1월 7일 : 경기맹학교 설립 인가
- 1982년 : 인천혜광학교로 교명 변경